# مانوئل کاربالو (ژیمناست)

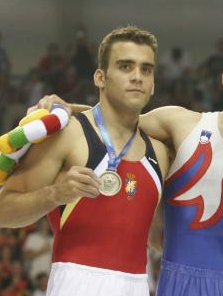
مانوئل کاربالو - ۲۰۰۵

مانوئل کاربالو (ژیمناست) (به انگلیسی: Manuel Carballo (gymnast)) ژیمناست زادهٔ ۲۳ نوامبر ۱۹۸۲ میلادی اهل کشور اسپانیا است.